# 瓦加尔沙帕特
瓦加尔沙帕特（羅馬化：Vagharshapat，發音：[vɑʁɑɾʃɑˈpɑt]），1945-1995年间名为埃奇米阿津（羅馬化：Ejmiatsin，發音：[ɛt͡ʃʰmjɑˈt͡sin] ⓘ），是亚美尼亚亞馬維爾州的城市，位于埃里温以西18公里。该城是亚美尼亚第4大城市，也是亞馬維爾州最大的城市。总人口57,300（2009年估计）。瓦加尔沙帕特历史悠久，是亚美尼亚旧都之一。
著名景点有埃奇米阿津主教座堂、加扬尼教堂、里普西梅教堂。

## 友好城市
- 法國 伊西莱穆利诺
- 法國 沙尔维约-沙瓦尼厄